# Volymfraktion
Volymfraktion, {\displaystyle \Phi _{i}}, är definierad som kvoten mellan volymen av en komponent, {\displaystyle V_{i}}, och hela blandningens volym {\displaystyle V_{j}}:
{\displaystyle \phi _{i}={\frac {V_{i}}{\sum _{j}V_{j}}}}
Eftersom den är dimensionslös är dess enhet 1 och uttrycks som ett tal, till exempel 0,18. Det är samma begrepp som volymprocent förutom att det senare uttrycks med en nämnare på 100, till exempel 18 procent. SI-enheten är m3/m3.
Volymfraktionen sammanfaller med volymkoncentrationen i idealiska lösningar där volymerna av beståndsdelarna är additiva (lösningens volym är lika med summan av volymerna av dess ingredienser).
Summan av alla volymfraktioner av en blandning är lika med 1:
{\displaystyle \sum _{i=1}^{N}V_{i}=V;\qquad \sum _{i=1}^{N}\phi _{i}=1}
Volymfraktionen (volymprocent) är ett sätt att uttrycka sammansättningen av en blandning med en dimensionslös kvantitet, massfraktion (viktprocent) och molfraktion (molprocent) är andra.

## Volymkoncentration och volymprocent
Volymprocent är koncentrationen av ett visst löst ämne , mätt i volym, i en lösning. Den har som nämnare volymen av själva blandningen, som vanligt för uttryck av koncentration, snarare än summan av alla de individuella komponenternas volymer före blandning:
{\displaystyle {\text{volume percent}}={\frac {\text{volume of solute}}{\text{volume of solution}}}\times 100\%={\text{volume concentration}}\times 100\%}
{\displaystyle \varphi _{i}=\phi _{i}(1-{\frac {V^{E}}{V}})}
Volymprocent används vanligtvis när lösningen görs genom att blanda två flödiga ämnen, såsom vätskor eller gaser. Procentsatser är dock endast additiva för ideala gaser.

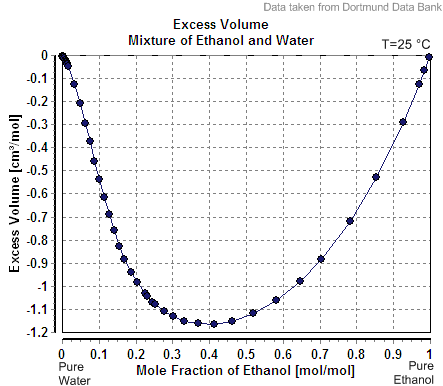
Vid rumstemperatur tappar vatten-etanolblandningen volym vid vilket blandningsförhållande som helst.

När det gäller en blandning av etanol och vatten, som är blandbara i alla proportioner, är beteckningen lösningsmedel och löst ämne godtycklig. Volymen av en sådan blandning är något mindre än summan av komponenternas volymer. Således, enligt ovanstående definition, hänvisar termen "40 volymprocent alkohol" till en blandning av 40 volymenheter etanol med tillräckligt med vatten för att göra en slutlig volym på 100 enheter, snarare än en blandning av 40 enheter etanol med 60 enheter av vatten. Det "tillräckliga vattnet" är faktiskt något mer än 60 volymenheter, eftersom vatten-etanolblandningen tappar volym på grund av intermolekylär attraktion.

## Förhållande till massfraktion
Volymfraktion är relaterad till massfraktion,
{\displaystyle Y_{i}\equiv {\frac {m_{i}}{\sum _{j}m_{j}}}={\frac {m_{i}}{m_{tot}}}}
genom
{\displaystyle Y_{i}={\frac {\rho _{i}\alpha _{i}}{\rho _{m}}},\rho _{i}\equiv {\frac {m_{i}}{V_{i}}},\rho _{m}\equiv \sum _{j}{\rho _{j}\alpha _{j}}}
där {\displaystyle \rho _{i}\ } är beståndsdelens densitet, och {\displaystyle \rho _{m}} är blandningens densitet.